# Erupción del volcán Quizapú de 1932
La erupción del volcán Quizapú se produjo el día domingo 10 de abril de 1932, siendo una de las erupciones más grandes registradas en la historia de Chile.

## Desarrollo
Desde abril de 1932, comenzó la actividad volcánica aunque el clímax ocurrió en 1932, en una de las erupciones más violentas de que se tenga recuerdo, cuando el volcán Quizapú, ubicado al oriente de Linares, arrojó cenizas que cubrieron desde Rancagua a Chillán dejando la zona en oscuridad casi nocturna de día. También provocaron daños en la agricultura en Mendoza, e incluso cayó ceniza en lugares tan alejados como Buenos Aires, La Pampa, Montevideo y el sur de Brasil. Se formó un enorme hongo de humo que oscureció Rancagua y Curicó, obligando a usar el alumbrado público en pleno día. Los ruidos subterráneos fueron sentidos en un radio de 500 km. No se informaron víctimas fatales. A su vez, existieron informes de que se avistaron las cenizas transportadas por el viento desde Brasil y Sudáfrica.
En Buenos Aires las cenizas inspiraron al pintor argentino Benito Quinquela Martín para pintar el cuadro "Cenizas volcánicas de Mendoza", que muestra el aspecto del barrio de la Boca. No hubo miedo porque se informó por radio de qué se trataba, y rápidamente corrió el rumor de que podía servir como un pulidor para limpiar ollas y cacerolas, razón por la cual las amas de casa comenzaron a juntarlo en latas.